# IIFA Award/Beste Playbacksängerin
Die Gewinner des IIFA Best Female Playback Award waren:
| Jahr | Sängerin                               | Film                   | Song                 |
| ---- | -------------------------------------- | ---------------------- | -------------------- |
| 2000 | Alka Yagnik                            | Taal                   | Taal Se Taal         |
| 2001 | Alka Yagnik                            | Kaho Naa... Pyaar Hai  | Kaho Naa Pyaar Hai   |
| 2002 | Asha Bhosle                            | Lagaan                 | Radha Kaisa Na Jale  |
| 2003 | Shreya Ghoshal und Kavita Krishnamurti | Devdas                 | Dola Re              |
| 2004 | Shreya Ghoshal                         | Jism                   | Jaadu Hai Naasha Hai |
| 2005 | Sunidhi Chauhan                        | Dhoom                  | Dhoom Machale        |
| 2006 | Alisha Chinoy                          | Bunty Aur Babli        | Kajra Re             |
| 2007 | Sunidhi Chauhan                        | Dhoom – Back in Action | Crazy Kiya Re        |
| 2008 | Shreya Ghoshal                         | Guru                   | —                    |
| 2009 | Shreya Ghoshal                         | Singh Is Kinng         | —                    |
| 2010 | Kavita Seth                            | Wake Up Sid            | —                    |
| 2011 | Mamta Sharma                           | Dabangg                | —                    |
| 2012 | Shreya Ghoshal                         | Bodyguard              | —                    |
| 2013 | Shreya Ghoshal                         | Agneepath              | —                    |
| 2014 | Shreya Ghoshal                         | Aashiqui 2             | —                    |
| 2015 | Kanika Kapoor                          | Ragini MMS 2           | —                    |
| 2016 | Monali Thakur                          | Dum Laga Ke Haisha     | —                    |
| 2017 | Tulsi Kumar                            | Airlift                | —                    |
| 2018 | Meghna Mishra                          | Secret Superstar       | —                    |
| 2019 | Harshdeep Kaur                         | Raazi                  | —                    |